# 森山駅
森山駅（もりやまえき）は、長崎県諫早市森山町下井牟田にある島原鉄道島原鉄道線の駅である。
2005年3月に北高来郡森山町が諫早市に合併する前は、下り列車が旧諫早市と森山町の市町村境界を越え、森山町に入って直ぐの場所に位置した。

## 歴史
- 1911年（明治44年）6月20日：開設。
- 1964年（昭和39年）6月1日：業務委託駅化。
- 1968年（昭和43年）
  - 3月31日：貨物取扱廃止。
  - 6月15日：無人駅化。
- 1987年（昭和62年）2月：駅舎新築[1]

## 駅構造

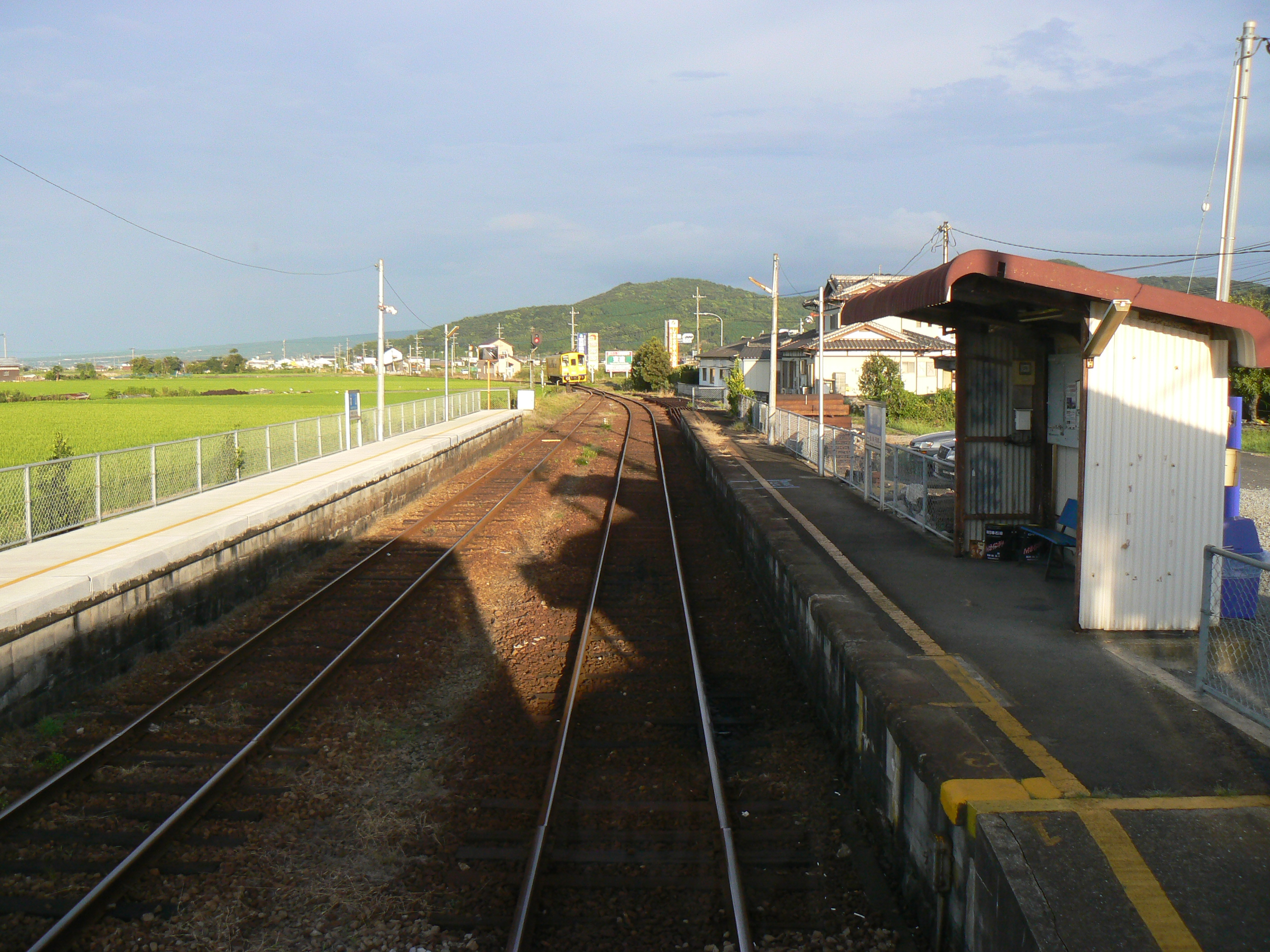
構内 釜ノ鼻方面を望む（2007年8月）

相対式ホーム2面2線を有する地上駅。無人駅であり、駅舎は設置されていない。なお、2つのホームは干拓の里方の構内踏切（遮断機、警報機共に無し）によって結ばれている。待合所は上り線ホーム（諫早方面）に設置されている。

### のりば
| のりば         | 路線        | 方向 | 行先                 | 備考 |
| -------------- | ----------- | ---- | -------------------- | ---- |
| 入口側（南側） | ■島原鉄道線 | 上り | 本諫早・諫早方面     |      |
| 反対側（北側） | ■島原鉄道線 | 下り | 島原船津・島原港方面 |      |

※案内上ののりば番号は割り当てられていない。

## 利用状況
2018年度の年間乗車人員は22,542人、降車人員は25,920人であった。
近年の年間乗車人員、降車人員の推移は以下の通り。
| 年度               | 年間 乗車人員 | 年間 降車人員 |
| ------------------ | ------------- | ------------- |
| 2000年（平成12年） | 10,272        | 14,252        |
| 2001年（平成13年） | 11,016        | 15,978        |
| 2002年（平成14年） | 14,451        | 18,412        |
| 2003年（平成15年） | 16,599        | 20,902        |
| 2004年（平成16年） | 16,880        | 20,625        |
| 2005年（平成17年） | 19,853        | 24,485        |
| 2006年（平成18年） | 24,030        | 29,076        |
| 2007年（平成19年） | 26,512        | 31,673        |
| 2008年（平成20年） | 24,737        | 30,661        |
| 2009年（平成21年） | 22,474        | 28,238        |
| 2010年（平成22年） | 22,071        | 28,045        |
| 2011年（平成23年） | 22,326        | 29,024        |
| 2012年（平成24年） | 22,162        | 28,079        |
| 2013年（平成25年） | 21,238        | 28,280        |
| 2014年（平成26年） | 22,953        | 29,234        |
| 2015年（平成27年） | 22,631        | 29,008        |
| 2016年（平成28年） | 22,841        | 28,723        |
| 2017年（平成29年） | 20,120        | 24,838        |
| 2018年（平成30年） | 22,542        | 25,920        |

## 駅周辺
当駅は江戸時代に拓かれた諫早湾の干拓地の水田地帯、干拓が行われる前に諫早湾に突出していた赤崎の岬の稜線が途切れる辺りにある。主要道路でいうと、国道57号と長崎県道124号線の合流地点（森山駅前交差点）の北側である。なお、学校・図書館・スポーツ交流館（体育館）・武道館は駅南側にあるが、駅からはやや離れている。
- もはら保育園
- 古民家三○七（） - 農業用倉庫（古民家）をリノベーションした宿泊施設[3]。
- 湖東山桃原寺（浄土真宗本願寺派）
- 森山ふれあい公園（森山ラグビーパーク）
- 長崎県営バス・島鉄バス森山駅前停留所
- 国道57号
- 長崎県道124号大里森山肥前長田停車場線

## 隣の駅
島原鉄道
■島原鉄道線
干拓の里駅 - 森山駅 - 釜ノ鼻駅